# Gerrie Mühren
Gerardus Dominicus Hyacinthus Maria „Gerrie” Mühren (ur. 2 lutego 1946, zm. 19 września 2013) – holenderski piłkarz, grający na pozycji pomocnika. W reprezentacji Holandii rozegrał 10 meczów. Przez sześć lat był zawodnikiem Ajaxu Amsterdam. Pięciokrotnie triumfował z nim w rozgrywkach o mistrzostwo kraju i trzykrotnie w Pucharze Mistrzów. Po zakończeniu kariery piłkarskiej został członkiem sztabu szkoleniowego Ajaksu, odpowiedzialnym za wyszukiwanie młodych talentów.

## Sukcesy piłkarskie
- mistrzostwo Holandii 1968, 1970, 1972, 1973 i 1977, Puchar Holandii 1970, 1971 i 1972, Puchar Mistrzów 1971, 1972 i 1973, finał Pucharu Mistrzów 1969, Superpuchar Europy 1972 i 1973 oraz Puchar Interkontynentalny 1972 z Ajaksem Amsterdam

W barwach Ajaksu rozegrał 298 meczów i strzelił 72 gole.
W reprezentacji Holandii od 1969 do 1973 roku rozegrał 10 meczów – problemy rodzinne (choroba syna) wyeliminowały go z udziału w Mundialu 1974.